# GERB
GERB (bulgarisch ГЕРБ) ist eine bulgarische konservative Partei. Derzeitiger Vorsitzender ist der ehemalige Ministerpräsident des Landes Bojko Borissow; sein Stellvertreter Tomislaw Dontschew.
Das Initialwort GERB setzt sich im Bulgarischen aus den Anfangsbuchstaben von Graschdani sa Ewropejsko Raswitie na Balgaria („Bürger für eine europäische Entwicklung Bulgariens“, bulgarisch Граждани за европейско развитие на България) zusammen. Zugleich hat das Wort gerb die Bedeutung „Wappen“. Die Partei ist seit 2007 Mitglied der Europäischen Volkspartei.

## Geschichte

### Gründung und erste Erfolge (2006–2009)
Die Partei wurde am 3. Dezember 2006 gegründet und ging aus einer gleichnamigen Bewegung, die von Borissow im Mai 2006 gegründet wurde, hervor. Kurz nach ihrer Gründung wurde GERB die führende politische Kraft Bulgariens. Im Mai 2007 gewann sie die durch den EU-Beitritt notwendig gewordene Wahl für die 18 bulgarischen Sitze im Europäischen Parlament: GERB gewann 21,7 % der Stimmen und fünf Sitze. Diese wurden von Rumjana Schelewa, Mitglied des Vorstands der Europäischen Volkspartei; Nikolaj Mladenow, Petja Stawrewa, Wladimir Urutschew und Duschana Zdrawkowa eingenommen, die sich der konservativen Fraktion der Europäischen Volkspartei anschlossen. Auch bei den landesweiten Kommunalwahlen im Oktober 2007 erhielt GERB die meisten Stimmen der Bürger im Staat und die Mehrheit in einigen Großstädten.
Zu den regulären Europawahlen im Mai 2009 trat GERB ohne Koalition mit anderen Parteien an und konnte diese mit 24,36 Prozent gewinnen. Dies brachte GERB in dem neuen europäischen Parlament fünf Mandate ein (Rumjana Schelewa, Wladimir Urutschew, Iliana Iwanowa, Emil Stojanow und Marija Nedeltschewa).

### Erste Regierung Borissow (2006–13)
Für die Parlamentswahl am 5. Juli 2009 führte GERB mit der Blauen Koalition zunächst Gespräche über gemeinsame Listen, die aber scheiterten. GERB trat daraufhin allein an und wurde mit knapp unter 40 Prozent der Stimmen klarer Wahlsieger. Zum ersten Mal wurden 31 (von insgesamt 240) Abgeordneten im Parlament nach dem Mehrheitswahl-Prinzip gewählt. Davon konnte GERB 26 gewinnen. Mit insgesamt 117 von 240 Mandaten verpasste GERB knapp die absolute Mehrheit. Die Partei bildete eine Minderheitsregierung (die zweite seit 1990) unter Bojko Borissow, die jedoch die bedingungslose Unterstützung der rechtsextremen Partei Ataka genoss sowie von Fall zu Fall die Unterstützung von zwei Mitte-rechts-Gruppierungen (Blaue Koalition und Ordnung, Sicherheit und Gerechtigkeit).
Neben Bojko Borissow als Ministerpräsident besetzten die GERB-Mitglieder Zwetan Zwetanow als Innenminister, Rumjana Schelewa als Außenministerin, Nikolaj Mladenow als Verteidigungsminister, sowie die Parteilosen Simeon Djankow als Finanzminister, Trajtscho Trajkow als Wirtschafts- und Energieminister und Margarita Popowa als Justizministerin die wichtigste Posten in Borissows erstem Kabinett. Als primäres Ziel gab die Regierung aus, die Mafia und die Korruption im Lande zu bekämpfen, sowie das Vertrauen Europas zurückzugewinnen.
Im April 2011 gab die Partei Dela ihre Auflösung bekannt. Ihre Parteispitze und drei Gemeinderatsmitglieder der Stadt Nessebar beantragten daraufhin eine Mitgliedschaft in der GERB-Partei. Nach landesweiten Protesten gegen hohe Energiepreise, geringen Lebensstandard und Korruption trat die Regierung Borissow am 20. Februar 2013 zurück. Bis zum Ende der Legislaturperiode übernahm eine Übergangsregierung unter dem parteilosen Diplomaten Marin Rajkow.

### Opposition (2013–2014)
Bei der Parlamentswahl im Mai 2013 verlor die Partei zwar im Vergleich zu 2009 deutlich an Zustimmung, war mit 30,5 % Prozent der Stimmen aber immer noch stärkste Kraft in der Narodno Sabranie, ohne jedoch über eine absolute Mehrheit zu verfügen. Daraufhin bildeten die zweitplatzierten Sozialisten eine Koalition mit der Partei der türkischen Minderheit Bewegung für Rechte und Freiheiten (DPS) und vereinbarte ein Tolerierungsabkommen mit der rechtsextremen Partei Ataka. GERB musste somit in die Opposition gehen. Mit diesen sehr ungleichen Partnern war die Regierung Orescharski jedoch instabil und zerbrach nach etwas über einem Jahr wieder.

### Zweite und dritte Regierung Borissow (2014–2021)
Bei der vorgezogenen Neuwahl im Oktober 2014 konnte GERB wieder leicht zulegen und kam auf 32,7 %, während die Sozialisten massiv einbrachen. Anschließend ging GERB eine Koalition mit dem liberal-konservativen Reformblock (dem indirekten Nachfolger der Blauen Koalition) ein – die zweite Regierung Borissow – die zudem im Parlament von der mitte-links-orientierten Alternative für die Bulgarische Wiedergeburt (ABW) unterstützt wurde.
Nach der Parlamentswahl 2017 bildete GERB eine Koalition mit der nationalistischen und russlandfreundlichen Allianz Vereinigte Patrioten – weiterhin unter Borissow als Regierungschef – und ließ sich zusätzlich von der rechtspopulistischen Partei Wolja tolerieren.

### Opposition und Neuwahlen (2022–2024)
Bei der Parlamentswahl im April 2021 scheiterten ihre verbündeten nationalistischen Parteien, die mit zwei Listen antraten an der 4 %-Hürde. Auch GERB musste trotz ihres Bündnisses mit Sajus na Demokratitschnite Sili einen großen Verlust hinnehmen. Da keine Regierung gebildet werden konnte erfolgten Neuwahlen im Juli und im November. Bei beiden Wahlen erlitten GERB und SDS kleine Verluste und standen alleine auf der politischen Bühne. Nach der Wahl im November konnte die gegen Korruption ausgerichtete Partei Wir setzen den Wandel fort mit den Sozialisten, Demokratisches Bulgarien (einen der Nachfolger des Reformblockes) und der populistischen Es gibt ein solches Volk (ITN) eine Regierung bilden. ITN verließ schließlich die Koalition, was zu Neuwahlen schon im Jahr darauf führte, bei der GERB Stimmengewinne einfahren konnte. 
Im März 2022 wurde der Vorsitzende der GERB, der ehemalige Ministerpräsident Bojko Borissow wegen des Verdachts auf Missbrauch von EU-Geldern festgenommen. Am Folgetag wurde er wieder freigelassen, nachdem die Staatsanwaltschaft sich geweigert hatte, gegen ihn zu ermitteln. Die GERB blieb Teil der Europäischen Volkspartei.
Nach der Parlamentswahl 2023 einigten sich GERB und Wir setzen den Wandel fort – Demokratisches Bulgarien auf eine vorgezogene Neuwahl nach 18 Monaten. Diese Abmachung scheiterte jedoch bereits nach neun Monaten. Daraufhin kam es sowohl im Juni als auch im Oktober 2024 zu vorgezogenen Neuwahlen.

### Regierung Scheljaskow (seit 2025)
Seit Januar 2025 stellt die GERB mit Rossen Scheljaskow wieder den Ministerpräsidenten Bulgariens.

## Vorsitzende
- Zwetan Zwetanow (2006–2009)
- Bojko Borissow (seit 2010)

## Wahlergebnisse der GERB
Parlamentswahlen in Bulgarien
| Wahl                         | Wähleranteil | Parlamentssitze     | Platz | Position             |
| ---------------------------- | ------------ | ------------------- | ----- | -------------------- |
| Parlamentswahl 2009          | 39,70 %      | 117/240             | 1.    | Minderheitsregierung |
| Parlamentswahl 2013          | 30,54 %      | 97/240              | 1.    | Opposition           |
| Parlamentswahl 2014          | 32,67 %      | 84/240              | 1.    | Koalitionsregierung  |
| Parlamentswahl 2017          | 33,54 %      | 95/240              | 1.    | Koalitionsregierung  |
| Parlamentswahl April 2021    | 26,18 %      | 73/240 1 von 75/240 | 1.    | Neuwahlen            |
| Parlamentswahl Juli 2021     | 23,51 %      | 59/240 1 von 63/240 | 2.    | Neuwahlen            |
| Parlamentswahl November 2021 | 22,74 %      | 55/240 1 von 59/240 | 2.    | Opposition           |
| Parlamentswahl 2022          | 25,33 %      | 63/240 1 von 67/240 | 1.    | Neuwahlen            |
| Parlamentswahl 2023          | 26,51 %      | 65/240 1 von 69/240 | 1.    |                      |

Europawahlen in Bulgarien
| Wahl            | Wähleranteil | Parlamentssitze | Platz |
| --------------- | ------------ | --------------- | ----- |
| Europawahl 2007 | 21,68 %      | 5/17            | 1.    |
| Europawahl 2009 | 24,36 %      | 5/17            | 1.    |
| Europawahl 2014 | 30,40 %      | 6/17            | 1.    |
| Europawahl 2019 | 31,1 %       | 5/17 1 von 6/17 | 1.    |